# 趙可教
趙可教（1563年—？），號心軒，四川省成都府溫江縣人。明朝政治人物。

## 生平
嘉靖癸亥正月初四日生，治《詩經》三房，中式萬曆十六年（1588年）戊子科四川鄉試舉人。联捷十七年（1589年）己丑科會試二百三十九名，未殿试，年三十歲中式萬曆二十年（1592年）壬辰科第三甲第七十二名進士。吏部觀政，授行人司行人，二十四年十一月奉命往松滋王府吊丧，二十九年升工部主事，管天津仓，本年易州管场，升员外郎，三十三年升郎中，差管张秋河道，三十四年十二月出任河南按察司副使，仍旧管河，三十八年二月升本省參政，四十二年調任陕西右参政兼佥事、分巡宁夏道，四十三年三月兼摄本镇学政，四十五年五月加升右布政使，仍管参政事，四十七年三月仕至貴州左布政使司，次年致仕。天啓元年（1621年）升俸一级。

## 家族
曾祖趙萬里、祖趙本俊、父趙斌。